# キャット・コーラ

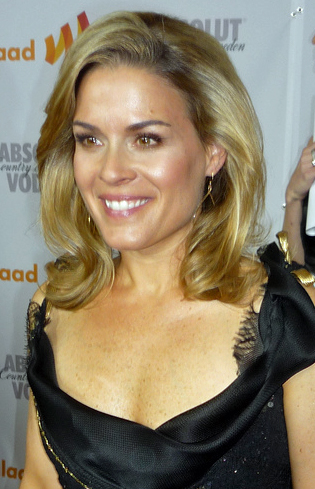
キャサリーン・コーラ

キャサリーン・コーラ（Catherine Cora）、通称キャット・コーラ、1967年4月3日-）は、アメリカ合衆国のギリシャ料理料理人。

## 人物
ミシシッピ州ジャクソンのギリシャ人のコミュニティに生まれ育った 。
祖父も父も料理人だった。
フード・ネットワークのMy Country, My Kitchen、Disney Travel on DemandのWhat's Cookingに出演している。2004年にスマトラ島沖地震の難民のためにChefs for Humanityを設立した。2005年より、アイアン・シェフ・アメリカでギリシャ料理の鉄人として出演している。
2012年7月17日、酒屋で3杯のビールを飲んだ後に運転中、カリフォルニア州サンタバーバラで接触事故を起こした。警察の酒気検査の結果、基準値2倍以上のアルコール検出がされたため飲酒運転の疑いで逮捕された。

## 著書
- Cat Cora’s Kitchen: Favorite Meals for Family and Friends (2004). ISBN 0-8118-3998-2. Co-authored with Ann Krueger Spivack. Photography by Maren Caruso.
- Cooking From the Hip: Fast, Easy, Phenomenal Meals (2007). ISBN 0-6187-2990-9. Co-authored with Ann Krueger Spivack.
- Under the Olive Tree (in development) [3]